# Aleš Dolinar
Aleš Dolinar (ur. 1 czerwca 1979) – słoweński żużlowiec.

## Życiorys
Finalista indywidualnych mistrzostw świata juniorów (Piła 1998 – jako rezerwowy). Finalista indywidualne mistrzostw Europy juniorów (Krško 1998 – VI miejsce). Brązowy medalista klubowego Pucharu Europy (Debreczyn 2003 – w barwach klubu AMTK Ljubljana). Wielokrotny reprezentant Słowenii w eliminacjach drużynowego Pucharu Świata. Wielokrotny finalista indywidualnych mistrzostw Słowenii.